# Tradytor

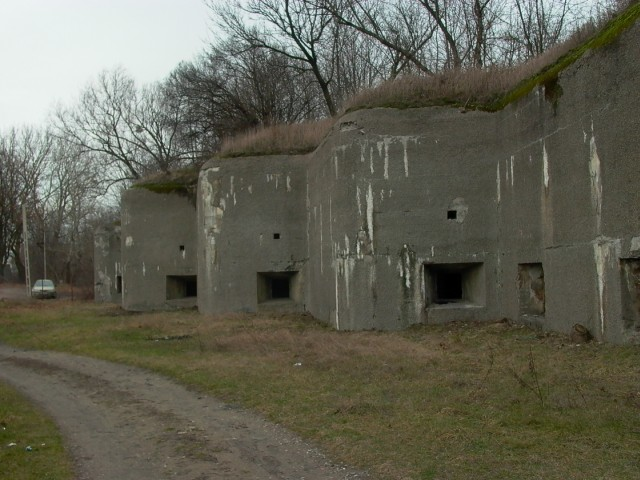
Tradytor: schron artyleryjski w Dziele D-8 Twierdzy Modlin

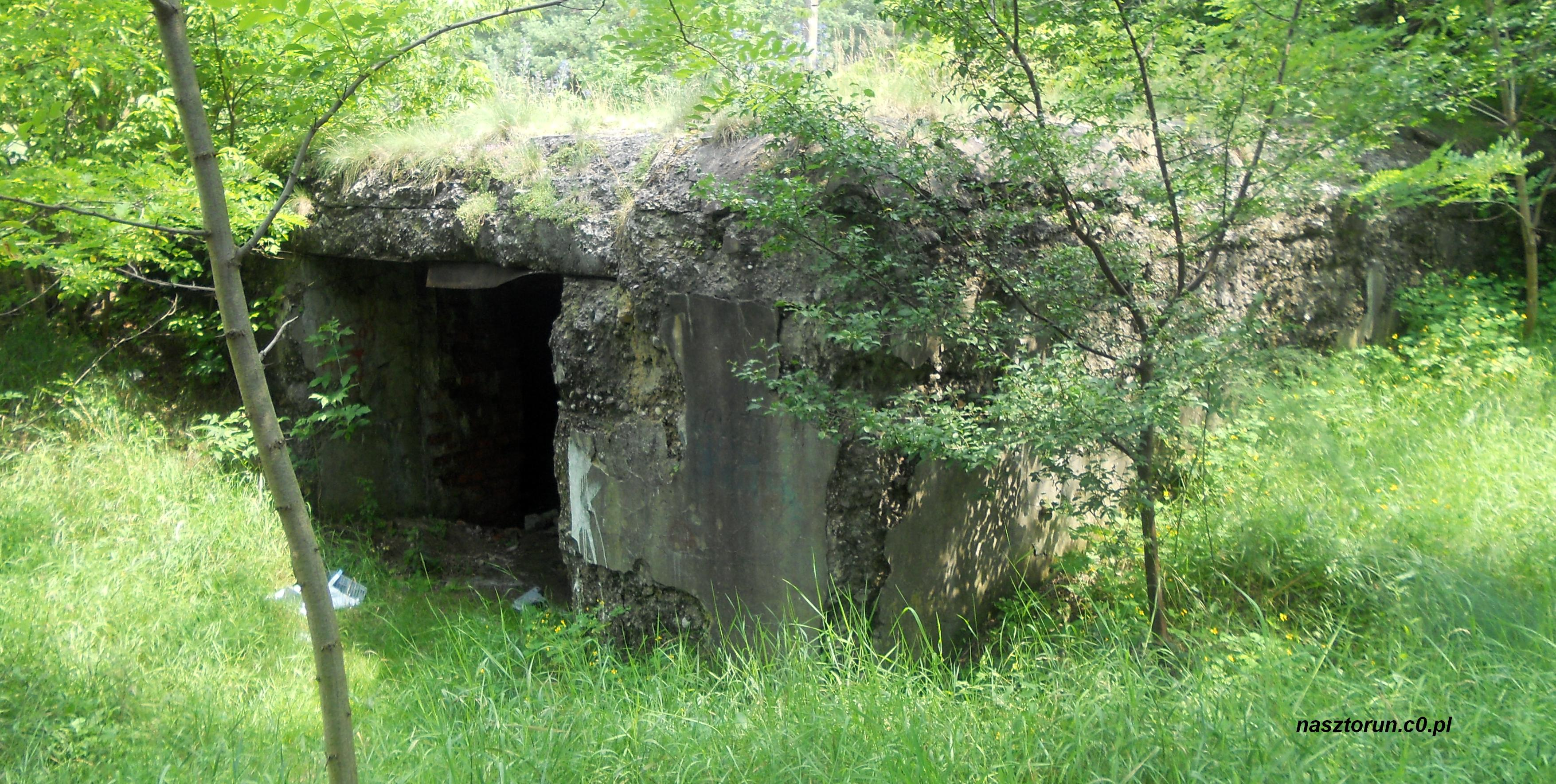
Tradytor T - 1 usytuowany między Fortem I a II Twierdzy Toruń

Tradytor – stały element fortyfikacji przeznaczony do prowadzenia ognia bocznego. W twierdzy bastionowej był to schron bojowy dla dział do ostrzału rowu twierdzy, w forcie do ostrzału międzypól, przedpola lub dzieła pośredniego.
Występuje w postaci skazamatowanych baterii artyleryjskich lub stanowisk karabinów maszynowych. Tradytor jest tak umiejscowiony, aby był całkowicie niewidoczny od strony atakującego (od przedpola). Równia ogniowa jest tak poprowadzona, aby kryć ogniem przedpole sąsiedniego obiektu lub obiektów oraz międzypole, a tym samym zabezpieczać wzajemnie sąsiednie obiekty grupy. Tradytory sąsiadujące ze sobą tworzą system ognia krzyżowego na międzypolu. Były one również zwane milczącymi bateriami, gdyż ze względu na bardzo ograniczony kąt ostrzału otwierały ogień dopiero w momencie, gdy nieprzyjaciel znalazł się bezpośrednio przy osłanianych obiektach.
W dwudziestoleciu międzywojennym tradytory były powszechnie stosowanym elementem fortyfikacji w Polsce. Spotyka się wiele rejonów umocnionych składających się głównie z obiektów tradytorowych, np. pozycja w rejonie Mławy czy w okolicach Dąbrówki Wielkiej, koło Piekar Śląskich, na terenie wschodniego Górnego Śląska, a także w okolicach Niezdary, czy Tąpkowic, na terenie Zagłębia Dąbrowskiego, widoczne przy DK 78.